# Gilbert Robin (acteur)
Pour les articles homonymes, voir Gilbert Robin et Robin.
Gilbert Robin est un acteur français.

## Filmographie

### Cinéma

#### Longs métrages
- 1956 : L'Énigmatique Monsieur D... : Dodo
- 1965 : Journal d'une femme en blanc
- 1966 : Le Chien fou
- 1966 : La Bourse et la Vie : un voyageur
- 1972 : Chut ! : le notaire
- 1977 : Madame Claude : le commissaire
- 1980 : Inspecteur la Bavure : le procureur
- 2000 : Le Battement d'ailes du papillon : the Destiny Man

#### Courts métrages
- 1987 : Pascal
- 1998 : Les Astres

### Télévision

#### Séries télévisées
- 1953-1955 : Foreign Intrigue : Dodo / Rudolph
- 1958 : En votre âme et conscience, épisode : Un combat singulier ou l'Affaire Beauvallon de Jean Prat
- 1964 : Les Aventures de Robinson Crusoé (en) : Kapitän der 'Hunter'
- 1965 : Les Jeunes Années, épisode 3 : le professeur de mathématiques
- 1965-1966 : Thierry la Fronde : le notaire / le cagot
- 1967 : Vidocq
- 1968 : Les Enquêtes du commissaire Maigret de Jean-Pierre Decourt, épisode Signé Picpus : le médecin légiste
- 1969 : Allô police
- 1971 : Le Tribunal de l'impossible : le détenu Klopstock
- 1976 : La vérité tient à un fil : Julien
- 1976-1981 : Cinéma 16 : le chef du personnel
- 1978 : Médecins de nuit de Peter Kassovitz, épisode Hélène (série)
- 1979 : Le Journal
- 1980 : Les Amours des années folles : Saccabora
- 1980 : Petit déjeuner compris : le concierge de l'hotel
- 1980 : Susi

#### Téléfilms
- 1978 : Le Cid : Don Alonse
- 1980 : Jean Jaurès: vie et mort d'un socialiste : Humblot